# Капуано, Пьетро (младший)
Пьетро Капуано младший (Pietro Capuano, Minor, также известный как Petrus Capuanus, Petrus de Capua, Pietro Caputo, Pietro da Capua, Petrus Capuanus der Jüngere, Pierre de Capoue) — католический церковный деятель XIII века, известный теолог, племянник Пьетро Капуано старшего. На консистории в конце 1219 года был провозглашен кардиналом-дьяконом с титулом церкви Сан-Джорджо-ин-Велабро. Участвовал в выборах папы 1227 (Григорий IX) и 1241 (Целестин IV)годов.